# Michael Kpakala Francis

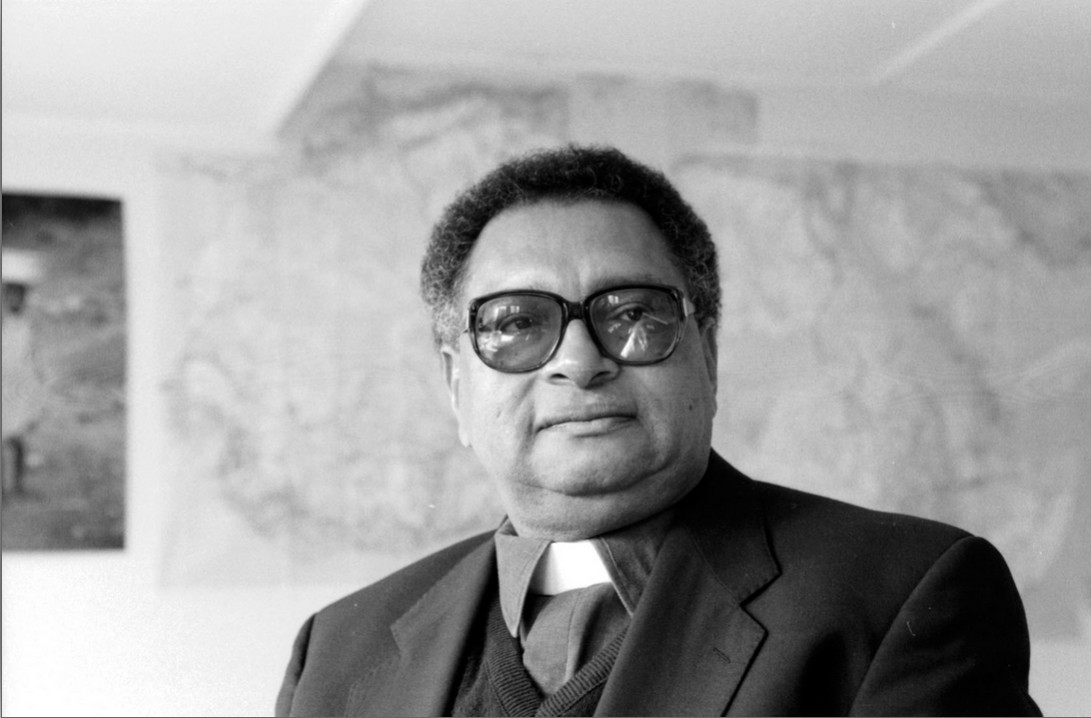
Michael Kpakala Francis (Foto: Janssens, 1992)

Michael Kpakala Francis (* 12. Februar 1936 in Kakata; † 19. Mai 2013 in Monrovia) war Erzbischof von Monrovia.

## Leben
Michael Kpakala Francis empfing am 15. August 1962  die Diakonenweihe und am 6. Januar 1968 die Priesterweihe. Papst Paul VI. ernannte ihn am 28. Oktober 1976 zum Apostolischen Vikar von Monrovia und Titularbischof von Ausuccura. Die Bischofsweihe spendete ihm der Apostolische Pro-Nuntius in Liberia, Francis Carroll SMA, am 19. Dezember desselben Jahres; Mitkonsekratoren waren Joseph Henry Ganda, Bischof von Kenema, und Boniface Nyema Dalieh, Apostolischer Vikar von Cape Palmas.
Bischof Francis gehörte zur überschaubaren Zahl von Kirchenführern in Liberia, die sich nicht mit dem jeweils herrschenden Regime arrangierten, sondern sich energisch für die Menschenrechte und für soziale Gerechtigkeit einsetzten. Er wurde deshalb das „Gewissen der liberianischen Gesellschaft“ genannt.
Johannes Paul II. erhob am 19. Dezember 1981 das Apostolische Vikariat zum Erzbistum. Somit wurde Michael Francis der erste Erzbischof von Monrovia. Er war als Vermittler maßgeblich an den Friedenskonferenzen beteiligt, die den Zweiten Bürgerkrieg schließlich beendeten.
Am 12. Februar 2011 nahm Papst Benedikt XVI. seinen altersbedingten Rücktritt an.

## Ehrungen
Für seinen Beitrag zur Beendigung des Bürgerkrieges in Liberia wurde Erzbischof Francis 1999 mit dem Robert F. Kennedy Human Rights Award ausgezeichnet.